# Сурхай III
Сурхай III (*1598 —1668) — 1-й тарковський шамхал з 1641 до 1668 року, що забезпечив гегемонію свого роду на території Дагестану. Мав титули шамхал-хах та Дагістан-падишах (володар Дагестану).

## Життєпис

### Молодість та боротьба за владу
Походив з роду володарів Тарковського шамхальства. Син Аділь-Герея I Музаффара, шамхала. Сурхай ще в ранньому дитинстві був відданий батьком в аманати перському шаху Аббасу I Великому, виховувався при шахському дворі в Ісфаґані, отримав блискучу на той час освіту, отримав тісні зв'язки з правлячою династією Сефевідів.
Після повернення на батьківщину став налагоджувати контакти з місцевою знатю. Після смерті у 1635 році шамхала Ільдара претендував на трон, але шамхалом став Айдемір, син Султана-Махмуда, героя Караманської битви. Лише після загибелі Айдеміра у 1641 році Сурхай стає новим шамхалом.

### Правління
1642 року затвердив столицю в Тарки, ставши зватися тарковським шамхалом. Із самого початку володарювання Сурхай III мав сильного союзника і покровителя в особі перського шаха Сефі I, який призначив Сурхаю річну платню у 200 туманів, зобов'язався надавати йому військову допомогу і виділяти в його розпорядження війська. Водночас його двоюрідної брат, Алхас-мурза (Сефі Кулі-хан), син Ільдара, шамхала Тарковського, стає перським беглерібеком, отримав під управління Єреванську область та частину Ширвана. Завдяки значним ресурсам останній також мав змогу підтримувати Сурхая III.
Сурхай енергійно взявся за зміцнення Тарковського шамхальства, яке послабло внаслідок феодальної міжусобиць і знаходилося в стані напіврозпаду. Шамхал почав проводити політику збирання кумицьких земель, одночасно поширюючи свій вплив і на сусідні суспільства й народи. Насамперед він взявся за наведення належного порядку в середині держави. Вже 1641 року Сурхай III, отримавши допомогу 500 перських вояків, рушив покарати буйнакського бека Бек-Баммата, син якого вбив литовського посланця до Персії Теофіла Шенберга поблизу Бойнака. Це похід завершився успіхом — самостійність бека Бойнака була ліквідована. Слідом за цим було підпорядковані владу шамхала сільські громади Татбурі, Технуцал, Ратлам-Ахвах, Кель, Карах.
При Сурхаї III було утворені ханські збори (шамхальска рада) — гьорюнюш, де була представлена вся знать Тарковського шамхальства. Водночас розпочалася розбудова столиці Тарки, де кількість будинків зросло до 7 тис. Сюди остаточно перебрався голова кумицького мусульманського духівництва. Запрошувалися численні аліми (вчені), завдяки чому тарки перетворився у важливий центр освіти й науки Дагестану. В подальшому сприяв розвитку мережу навчальних шкіл для дітей та медресе. Значний розвиток отримує історична наука (створюється «Таваре-і Дербенд-наме» — «Книга історії Дербенда», хроніка «Дербенд-наме»). Сурхай III покровительствував історику Мухаммеду Авабі Акташі.
У 1642 році зі сходженням на перський трон Аббаса II було підтверджено союз між тарковською державою й Персією. Проте визнання влади останньою було номінальною, Сурхай III навпаки підтвердив отримання перської допомоги.
Сурхаю III вдалося об'єднати кумицькі землі: улагоджені були чвари між князями і, насамперед, припинилися міжусобиці між шамхалом і біем (князем) Ендірея — Казан-Алпом, які тривали у 1641—1650 роках. Проте Сурхаю вдалося заручитися підтримкою Персії, а у 1643 році — Московії (формально визнав себе її васалом). Цей факт послабив позиції промосковського мурзи Муцала Черкаського та Рустам-хана, володаря Кайтазького уцмійства. Але вже того ж року московський цар оголосив підтримку Казан-Алпа, який скористався відсутністю Сурхая (перебував у Кабарді) разом з Рустам-ханом Кайтазьким напав на столицю держави Тарки, яка була пограбована.
У 1645 році декілька кочових улусів Великої Ногайської орди, побоюючись калмиків, що перебралися до Волги, відкочували до володінь Сурхая. Цим війська шамхала Тарковського значно посилилися. Московські воєводи вирішили було схилити ногайців до повернення до Астраханського степу, однак ті надали перевагу проживанню на землі своїх одноплемінників. На цьому ґрунті в 1645—1646 роках відбулося навіть зіткнення царського загону, який супроводжував московських посланців до шамхала, з військами кумиків. Московити просили і вимагали від Сурхая III повернення ногайців і припинення з ними усіляких зв'язків. Але Сурхай не уступав і 1651 року Московії дипломатично нагадував про звичай, за яким кумики, споконвіку від батьків своїх конаков мають і бережуть і виправдовував свої дії та зв'язки з ворожим Московській державі ногайським мурзою.
У 1646 році Казан-Алп звернувся до московського царя Олексія I з проханням віддати йому у володіння Сунженський перевіз і виділити на підтримку караул в 40-50 вояків для захисту від шамхала Сурхая III. В підсумку склалася коаліція Казан-Алп та Рустам-хан спиралися на Московію, а Сурхай — на Персію У 1646 році Сурхай III рушив проти Рустам-хана, підтримуючи Амірхан-Султана, сина Амір-Хамзи, колишнього правителя Кайтагського уцмійства. Було зайнято міста Утеміш та Башли, розпочата підготовка для походу на Кала-і-Курейш, ставку Рустам-хана. Проте до суттєвих боїв справа не дійшла. 1 січня 1647 року у Дербенті при посередництві Сурхая III та персів було укладено мир, за яких уцмієм (володарем) зі столицею в Кайтагі став Амірхан-Султан, а Рустам-хан зберіг лише особисті володіння в Кала-і-Курейш. Водночас утворилося Отемишське ханство на чолі із султан-Махмудом, родичем Сурхая.
1647 року Сурхай III захопив Ендірей, вигнавши звідти Казан-Алпа, який втік до Терського містечка. Але внаслідок поразки у 1650 році Казан-Алпа від Муци Черкеського, Казан-Алп замирився з Сурхаєм III, визнавши владу останнього та увійшовши до шамхальської ради.
У 1649 році з астраханських степів відкочувала до Тарковського шамхальства ногайський улус на чолі з Чобан-мурзою, що влаштувався на землях між річками Койсу і Аксай, посиливши тим самим його і без того значні військові сили Сурхая III. У відповідь у 1650 році московська армія з 8 тис. вояків, до яких долучився бій Казан-Алп з військами. Вирішальна битва відбулася неподалік від тарки, в якій Сурхай III завдав рішучої поразки московитам та їх союзникам. Захоплений військовий прапор московитів сурхай відправив шаху Аббасу II.
Але у 1651 році Муцал Черкаський з терськими козаками завдав поразки ногайцям на чолі з Чорбан-мурзою, цим послабив військову потугу тарковського шамхалу. У 1652 році Сурхай перетягнув на свій бік Казан-Алпа, а незабаром відправив посольство до кримського хана з проханням отримати військову допомогу. З цього моменту став готуватися до втілення свого плану, що полягав за підтримки Персії ліквідувати московські фортеці на Тереку, потім створити об'єднання у складі землі кумиків, кримських татар, кабардинців і ногайців, вийти до Чорного моря, Азову і Астрахані, створивши сильну державу.
Він залучив на свій бік перського беглербега Хосров-хана Шемахінського, правителя прикордонної провінції Ширван. восени 1651 року Сурхай III разом з військами кайтазького уцмія, ендіреєвського бія, 700 кизилбашей (перської гвардії) рушив проти московського союзника Муцала Черкаського, який у жовтні перебрався до Сунженського острогу. Його облога тривала до 7 листопада, але Сурхай так й не зміг захопити остріг. Натомість сплюндрував землі Муцала, захопивши 3 тис. коней, 500 верблюдів, 10 тис. голів великої рогатої худоби, 15 тис. овець.
У червні 1652 року відправив посольство до Кримського ханства з прохання спрямувати до Дагестану свої війська, але марно. Водночас зі своєю потугою підійшов до річки Акташ, але не наважився атакувати терські містечка. Причина полягає в тому, що перські війська, на які розраховував Сурхай III, були відволічені у війні з Імперією Великих Моголів за Кандагар.
Втім Сурхай продовжив підготування для війни. У березні 1653 року з 20-тисячним військом спішно рушив в район межиріччя Терека і Сунжи. Одні його загони рухалися по лівому березі Терека, знову плюндруючи улуси Муцала Черкаського, знищуючи козачі містечка, а основні сили переправилися через Сунжу за трьома заведеним мостам і стали неподалік від Сунженського острогу. Його облога тривала з 7 до 18 березня, коли московська залога зі скарбницею залишала остріг. Перша частина плану стосовно ліквідації фортецб на Сунжі та Тереку вдалося виконати. Але незабаром бій Казан-Алп знову відступився від Сурхая III й присягнув на вірність московському царю Олексію Михайловичу.
У 1658 році Сурхай III отримав наказ шаха Аббаса II готуватися до будівництва двох фортець в Кумики — у Тарки і Тузлуку, де мала розміститися перська залога. З огляду на те, що це розпорядження стосувалося інтересів всієї країни, шамхал скликав курултай, де закликав протидіяти шаху. Цю пропозицію була підтримано. Першими повстали Амірхан-Султан, Кайтагський уцмій, та Улуг, син Рустам-хана, союзники Сурхая. Основне повстання розпочалося у 1659 році. В цей час шах Аббас II перебував у Карабаху, готуючись для вторгнення до Кахетії. В цій ситуацій проти повсталих дагестанців відправлено 15 тис. вояків, куди входив корпус кизилбашей та шахський полк мушкетерів (тюфенкчі) на чолі із Хаджі-Манучехр-ханом. В цій ситуацій Сурхай III зумів отримати підтримку від бія Казан-Алпа та зі свіми своїми військами рушив на допомогу кайтагським повстанцям. Об'єднані сили дагестанців досягли 30 тис. вояків. Вирішальна битва відбулася біля ріки Бугам (в районі сучасного с. Велікент), в якій незважаючи на запеклий спротив з боку дагестанців, перси перемогли.
Сурхай III не підкорився, відступив угори, де розпочав партизанську війну. У відповідь на це шах Аббас II наказав схопити Сурхая. Проте завзяття військ Сурхая змусили шаха піти на компроміс, згідно якого перські війська залишили Дагестан, шах відмовився від зведення фортець та визнав Сурхая III володарем Дагестану.
У 1662 році Сурхай III зберігаючи формальну залежність від Персії відправив посольство до османського султана з метою встановити союзницькі відносини для противагу, насамперед, Персії. У підсумки цих дій Сурхай встановив контроль над Дагестан, позбавився залежності від Московії та Персії, налагодив торговельні відносини з усіма сусідніми країнами.
У 1666 році до Сурхая III втік Мехмед IV Герей, де отримав теплим прийомом і увагою з боку шамхала, і залишок свого життя він провів серед кумиків, отримав у володіння Параул (Пір-аул). Сюди почали збиратися вчені та інтелектуали Дагестану.
У 1668 році столицю шамхальства було атаковано донськими козаками на чолі із Степаном Разіним. Проте Тарки не сильно постраждали від козаків. Незабаром після цього Сурхай III помер.